# Roskilde Festival
Het Roskilde Festival is een popfestival dat jaarlijks plaatsvindt in de Deense stad Roskilde, ten westen van de hoofdstad Kopenhagen.
Met zo'n 100.000 bezoekers is het Roskilde Festival een van de grootste rockfestivals van Europa. De eerste editie vond plaats in 1971. Het festival duurt vier dagen (van woensdag t/m zaterdag), maar vanaf de zaterdag ervoor is de bijhorende camping al open. De zaterdag valt altijd op de eerste zaterdag van de maand juli. Er komen bezoekers vanuit heel Europa naar Roskilde.
Het unieke aan het Roskilde Festival is dat het niet commercieel is. Het festival wordt grotendeels draaiende gehouden door vrijwilligers. Deze ongeveer 30.000 vrijwilligers werken tijdens het festival een aantal dagen en worden hiervoor beloond met een vrijkaartje. De drank- en etenskraampjes worden bemand door lokale verenigingen. De opbrengst van het festival gaat naar goede doelen. Elk jaar kiest de organisatie een thema gekoppeld aan één of meer goede doelen waarnaar het grootste deel van de opbrengst gaat.
De eerste Nederlandse band die er optrad was Supersister, in 1974. Rowwen Hèze trad op in 1993.
Het festival telt zes podia: Orange (mainstage), Apollo, Arena, Gloria, Avalon en Pavilion.
In 2000 gebeurde er op het festival een ongeval met dodelijke afloop. Bij het optreden van Pearl Jam kwamen negen mensen om het leven doordat ze werden verdrukt in de menigte. Sindsdien heeft de veiligheid een hoge prioriteit. Hoewel het ongeval niet door crowdsurfen werd veroorzaakt, was dit ongeval wel de aanleiding om crowdsurfen op de meeste Europese festivals te verbieden.
Op de zaterdag van het festival vindt de 'Nøgenløb' plaats. Ongeveer twintig personen, verdeeld over gelijke aantallen mannen en vrouwen, lopen naakt drie rondjes rond het radiogebouw.

## Line-ups
Een overzicht van de hoofdacts van de voorbije jaren:
| Dag  | Data             | Prominente artiesten |
| ---- | ---------------- | --- |
| 2025 | 28 juni - 5 juli | Charli XCX, Olivia Rodrigo, Stormzy, Fontaines D.C., Lola Young, Deftones, Doechii, Jamie XX, Nine Inch Nails, Tyla, Africa Express |
| 2024 | 29 juni - 6 juli | Doja Cat, Frank Carter & The Rattlesnakes, Jungle, Jessie Ware, Khruangbin, The Last Dinner Party, Belle and Sebastian, Foo Fighters, AURORA, Charli XCX, Roisin Murphy, PJ Harvey, SZA                                                                        |
| 2023 | 28 juni - 1 juli | Queens of the Stone Age, Kendrick Lamar, Fever Ray, Lil Nas X, Tove Lo, Busta Rhymes, Electric Wizard, Blur, Japanese Breakfast, ROSALÍA, Black Country, New Road, Lizzo, Tinariwen                                                                            |
| 2022 | 29 juni -        | Robert Plant, Post Malone, Fontaines D.C., Turnstile, Biffy Clyro, Black Pumas, Dua Lipa, Phoebe Bridgers, The Whitest Boy Alive, Jimmy Eat World, Modest Mouse, Megan Thee Stallion, Sigrid, The Smile, Tyler, the Creator, Mitski, The Strokes, HAIM, Idles, |